# NGC 4587
NGC 4587 (również PGC 42253 lub UGC 7805) – galaktyka soczewkowata (S0), znajdująca się w gwiazdozbiorze Panny. Odkrył ją Johann Palisa 17 kwietnia 1882 roku. Należy do Gromady w Pannie.